# تحصیل ثمرباغ
تحصیل ثمرباغ (به انگلیسی: Samar Bagh Tehsil) یک تحصیل در پاکستان است که در خیبر پختونخوا واقع شده‌است.